# Кагошима
Кагошима е град и административен център на префектура Кагошима, в Южна Япония. Населението му е 597 193 жители (по приблизителна оценка от октомври 2018 г.). Площта му е 547,05 кв. км. Кмет към 2011 г. му е Хироюки Мори. Намира се в часова зона UTC+9.

## Побратимени градове
- Маями, САЩ
- Неапол, Италия
- Пърт, Австралия от 1974 г.